# Mormonia laetitia
Mormonia laetitia là một loài bướm đêm trong họ Noctuidae.